# M231 Firing Port Weapon
El M231 es un subfusil de tronera diseñado por Rock Island Arsenal a finales de los años setenta y producido por Colt a comienzos de la década del ochenta. Básicamente se trata de una versión adaptada del fusil de asalto M16 para poder disparar a través de las troneras del vehículo de combate de infantería M2 Bradley.
El fusil de infantería M16 resultó ser muy largo como para ser usado dentro de un vehículo totalmente cerrado, de modo que se pensó en un fusil más corto y adecuado para cumplir ese único y específico rol. El sistema M231 continúa en servicio a pesar de que en 1988 el entonces nuevo modelo M2A2 Bradley eliminó sus 4 troneras laterales, quedando solamente las dos troneras de la rampa trasera (la posición menos útil). Actualmente se considera ineficaz disparar este tipo de armas desde un vehículo blindado.
- Datos: Q321793
- Multimedia: M231 Firing Port Weapon / Q321793